# Walter Wirz
Walter Wirz (* 10. September 1947 in Wershofen) ist ein deutscher Politiker (CDU).

## Leben und Beruf
Nach einer Handwerkslehre erwarb Wirz die Fachhochschulreife und absolvierte anschließend ein Ingenieurstudium an einer Fachhochschule. Seit 1972 ist er als selbständiger Architekt (FH) tätig.
Walter Wirz ist verheiratet und hat ein Kind.

## Partei
Seit 1965 ist Wirz Mitglied der CDU. Er engagierte sich zunächst in der Jungen Union, deren Landesvorstand in Rheinland-Pfalz er von 1970 bis 1972 angehörte. Von 1969 bis 1973 war er außerdem Vorsitzender des JU-Kreisverbandes Ahrweiler.
Walter Wirz war stellvertretender Kreisvorsitzender der CDU Ahrweiler.

## Abgeordneter
Wirz gehörte dem Verbandsgemeinderat von Adenau an und war dort von 1980 bis 1987 Vorsitzender der CDU-Fraktion. Von 1970 bis 2014 war er Mitglied des Kreistages des Landkreises Ahrweiler und hier von 1986 bis 1994 ebenfalls CDU-Fraktionsvorsitzender.
Seit 1994 gehörte Wirz dem Landtag Rheinland-Pfalz an. Er rückte für Wilhelm Josef Sebastian nach, der in den Bundestag gewählt worden war. Bei den Landtagswahlen 1996, 2001 und 2006 zog Wirz jeweils als direkt gewählter Abgeordneter des Wahlkreises Bad Neuenahr-Ahrweiler in den neuen Landtag ein. Im Streit um das Projekt Nürburgring 2009 legte er seine Ämter als wirtschaftspolitischer Sprecher und Leiter des CDU-Arbeitskreises Wirtschaft und Verkehr nieder. Im Jahr 2011 schied er aus dem rheinland-pfälzischen Parlament aus, nachdem er im Vorfeld der anstehenden Landtagswahl bei der örtlichen Kandidaten-Kür seiner Partei seinem Konkurrenten Horst Gies unterlag.

## Öffentliche Ämter
Wirz war von 1974 bis 1984 Ortsbürgermeister von Wershofen und von 1994 bis 1999 Erster Beigeordneter des Landkreises Ahrweiler.

## Ehrungen
- 2014: Ehrenurkunde des Landkreistags Rheinland-Pfalz[3]